# Ансамбль народного танцю Молдови «Жок»
Жок (рум. Joc) — державний академічний ансамбль народного танцю Молдови. Назву отримав від молдавського танцю жок.
«Жок» став одним з головних популяризаторів народної молдавської музики і танців як в Молдові, так і за межами країни. До свого репертуару ансамбль включає різноманітні фольклорні танці: молдовеняска, бетута, хору, цереняска, креїцеле, хангулу, келушарій, мерунціка, резешаска, бріул та інші. На фольклорній основі ансамблем був створений ряд хореографічних сюїт і картин: «Жок», «Котовці», «Нунта молдовеняске», «Співай, Молдова», «Карпати», «Легенда про Мерцишор», «По дорозі до Кишинева» та інші. До репертуару «Жоку» входять і танці народів інших країн світу.
Танці відрізняються специфічним національним колоритом. За час існування колективу було виконано більше 150 народних танців, сюїт і хореографічних постановок. Ансамбль «Жок» брав участь у багатьох міжнародних фестивалях, удостоївся десятків медалей і дипломів. Гастролював у багатьох країнах світу, серед яких Росія, Болгарія, Чехія, Бельгія, Бразилія, Австрія, Єгипет, Італія, Франція, Канада, Португалія, Румунія, Німеччина та інші.

## Історія
Ансамбль народного танцю «Жок», в минулому Державний ансамбль народного танцю МРСР, з 1955 року заслужений колектив МРСР, був створений у серпні 1945 року в Кишиневі. Художній керівник і головний балетмейстер з 1958 року — народний артист Володимир Козьмович Курбет, який керував ансамблем до своєї смерті (8 грудня 2017 року) . Ансамбль є хранителем і продовжувачем вікових традицій молдавського народного хореографічного мистецтва. У репертуарі ансамблю фольклорні танці «Молдовеняска», «Хора», обрядові танці. На основі музично-хореографічного фольклору ансамбль створив ряд хореографічних сюїт і картин: «Жок», «Молдавська весілля», «Легенда про Мерцишор» та інші, а також танці народів інших країн світу. Танці і музика ансамблю «Жок» наповнені самобутністю, життєрадісністю і блиском і гідно оцінений, як один з найкращих танцювальних колективів світу. Ансабмль є неодноразовим лауреатом міжнародних конкурсів.

## Нагороди і премії
- 1953 — 1-е місце на IV Всесвітньому фестивалі молоді і студентів, Бухарест.
- 1955 — звання заслуженого колективу Молдавської РСР.
- 1968 — премія Ленінського комсомолу (за високу виконавчу майстерність та великий внесок у пропаганду народного танцювального мистецтва).
- 2005 — Орден Республіки